# Gregory Wojciechowski

Zawodnik Toledo Rockets

Gregory M. Wojciechowski (ur. 24 grudnia 1951 w Toledo, zm. 12 sierpnia 2025 tamże, znany jako The Great Wojo) – amerykański zapaśnik walczący w stylu wolnym oraz wrestler, mający pochodzenie polskie. Był członkiem kadry na igrzyska w Moskwie 1980, na które nie pojechał z powodu bojkotu.

## Kariera
W młodości trenował podnoszenie ciężarów i sporty siłowe, później został zapaśnikiem, reprezentował Whitmer High School z Toledo i University of Toledo, gdzie zdobywał medale podczas mistrzostw NCAA Division I w 1970 (srebro), 1971 (złoto) i 1972 (srebro).
Zajął czwarte miejsce na mistrzostwach świata w 1970 i piąte w 1978. Trzeci w Pucharze Świata w 1976 i czwarty w 1975 roku.
Przez krótki okres był zapaśnikiem zawodowym (wrestlerem) i mistrzem World Wrestling Association w latach 1984 – 1987. Występował pod pseudonimem The Great Wojo, a jego trenerem był Dick the Bruiser. W maju 1987 stoczył swoją ostatnią zawodową walkę wygrywając po raz trzeci mistrzostwo WWA World Heavyweight Championship i przechodząc na emeryturę.
W latach 80. regularnie występował w programie Bruiser Bedlam, gdzie oferował każdemu 10 tys. dolarów za pokonanie go w walce shoot wrestlingowej (walka nieskryptowana scenariuszem, oparta na prawdziwych zmaganiach zapaśniczych, zbliżona do wolnoamerykanki). Wojciechowski wykorzystując swoje zapaśnicze umiejętności oraz techniki walki wręcz wykorzystywane we wrestlingu - nigdy nie został pokonany walcząc w tego typu starciach. Okazjonalnie występował jako wrestler jeszcze do ok. 1994 roku, walcząc w zachodnich Stanach Środkowoatlantyckich USA, Kanadzie i Japonii. W latach 90. został trenerem zapasów w szkołach średnich w Toledo.

## Tytuły i osiągnięcia
Wrestling
- George Tragos/Lou Thesz Professional Wrestling Hall of Fame
  - Wprowadzony w 2015
- Pro Wrestling Illustrated
  - PWI sklasyfikowało go na 308. miejscu wśród 500 wrestlerów w rankingu PWI 500 w 1991 roku
- World Wrestling Association (Indianapolis)
  - WWA World Heavyweight Championship (wersja Indianapolis) (3 razy)

 Zapasy
- Ohio High School Athletic Association (OHSAA)
  - Ohio State High School Heavyweight Championship (2 razy; 1967, 1968)
- National Collegiate Athletic Association (NCAA)
  - NCAA Division I Heavyweight Championship (1 raz; 1971)
- Amateur Athletic Union (AAU)
  - AAU Heavyweight Championship (4 razy; 1971, 1972, 1974, 1975)
- USA Wrestling
  - Zawodnik olimpijskiej drużyny zapaśników na igrzyska olimpijskie (1 raz; 1980)
  - Rezerwowy zawodnik olimpijskiej drużyny zapaśników na igrzyska olimpijskie (2 razy; 1984, 1988)
- University of Toledo
  - University of Toledo Athletics Hall of Fame